# Gmina Puszcza Mariańska
Die Gmina Puszcza Mariańska ist eine Landgemeinde im Powiat Żyrardowski der Woiwodschaft Masowien in Polen. Ihr Sitz ist das gleichnamige Dorf.

## Gliederung
Zur Gmina Puszcza Mariańska gehören 25 Dörfer mit einem Schulzenamt:
Aleksandria
Bartniki
Bednary
Biernik
Budy Zaklasztorne
Długokąty
Długokąty Małe
Górki
Grabina Radziwiłłowska
Huta Partacka
Kamion
Karnice
Korabiewice
Lisowola
Michałów
Mrozy
Nowa Huta
Puszcza Mariańska
Radziwiłłów
Sapy
Stary Karolinów
Stary Łajszczew
Studzieniec
Waleriany
Zator
Weitere Orte der Gemeinde sind:
Budy-Kałki
Budy-Kałki (osada leśna)
Budy Wolskie
Emilianów
Gzdów
Małe Łąki
Niemieryczew
Nowy Karolinów
Nowy Łajszczew
Olszanka
Patoki
Pniowe
Stara Huta
Wilczynek
Wincentów
Wola Polska
Wycześniak
Wygoda
Żuków

## Verkehr
Das Dorf Radziwiłłów hat einen Bahnhof an der Bahnstrecke Warszawa–Katowice.
Der Bahnhof Puszcza Mariańska liegt an der nur noch im Güterverkehr betriebenen Bahnstrecke Skierniewice–Łuków.